# Nombre de Wolf

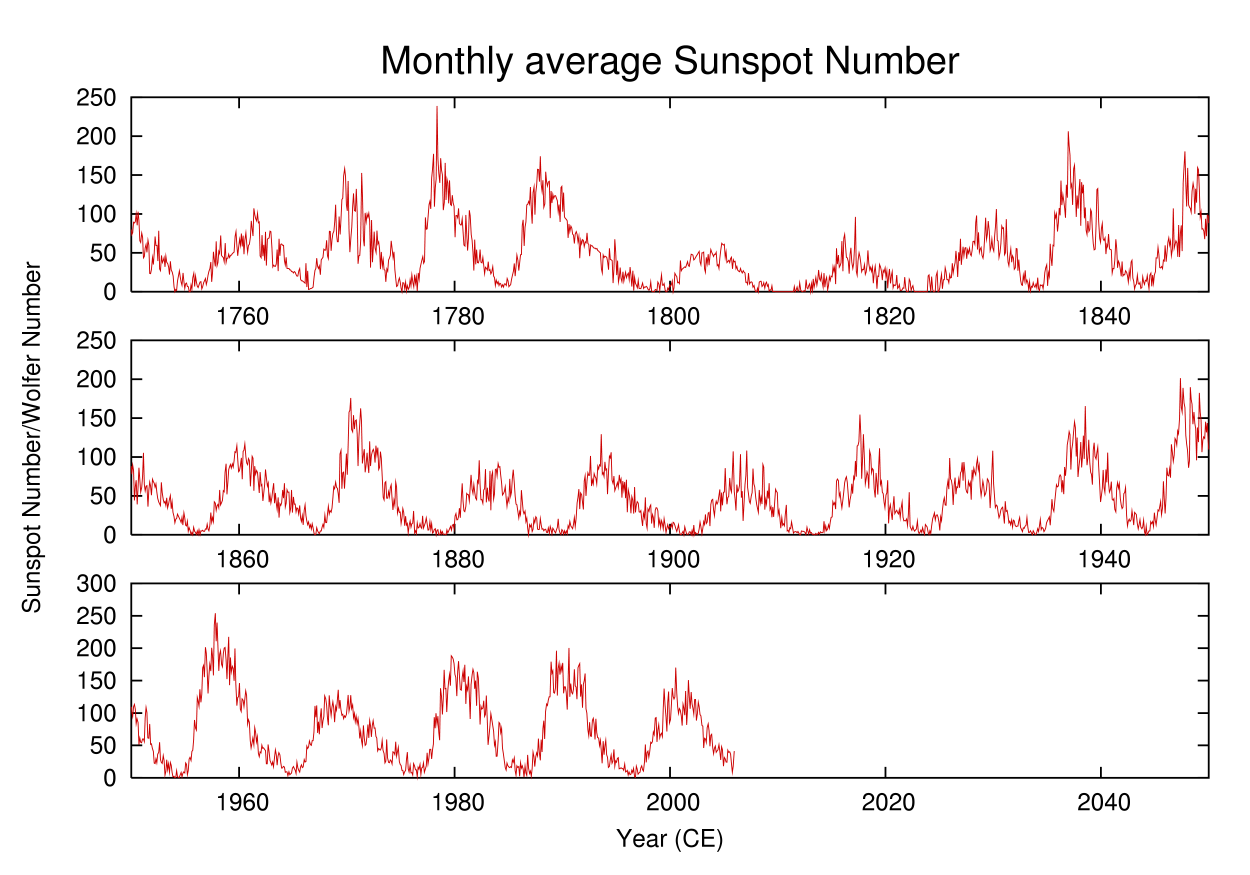
Graphique représentant la variation mensuelle moyenne du nombre de taches solaires depuis 1750.

Le nombre de Wolf, également appelé nombre international de taches solaires, nombre relatif de taches solaires ou nombre de Zurich, quantifie approximativement l'activité solaire à l'aide du nombre de taches solaires et du nombre de groupes de taches solaires présents à la surface du soleil.

## Utilisation
Cette méthode a pour principal intérêt d'être simple. Elle est possible pour des amateurs avec des télescopes modestes.

## Définition
Le nombre de Wolf, noté R, est calculé en fonction du nombre de taches t, du nombre de groupes de taches g et d'un coefficient k corrigeant le résultat en fonction des moyens d'observation (observateur, instrument, etc.) :
{\displaystyle R=k\,(10\,g+t)\,}.
Le coefficient k est calculé en comparant le nombre de Wolf d'un échantillonnage connu tel que celui du Sunspot Index Data Center, Rréférence, à celui d'un observateur, Robservé :
{\displaystyle k={\frac {R_{\text{référence}}}{R_{\text{observé}}}}}.
Il est aussi possible de faire une approximation sans utiliser de coefficient de réduction k. Donnant ainsi la formule suivante :
{\displaystyle R=10\,g+t\,}.

## Exemple
Lors du cycle 19, le nombre de Wolf a atteint 190 tandis qu'il n'a pas dépassé 70 lors du cycle 14. Malgré son imprécision, le nombre de Wolf a l'intérêt d'exister depuis 250 ans tandis que l'observation scientifique avec des moyens modernes n'a que quelques cycles dans ses bases de données.